# Sagaholmshögen
Sagaholmshögen est un site préhistorique situé à Jönköping, en Suède. Il est constitué d'un ancien tumulus funéraire daté de l'Âge du bronze.

## Localisation
Sagaholm est situé dans l'ancienne paroisse de Ljungarums, désormais dans la zone urbaine de Jönköping, dans le comté de Jönköping et l'ancienne province de Småland, en Suède.

## Description

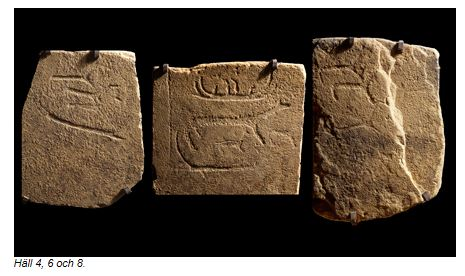
Trois des dalles de grès gravées de Sagaholmshögen

Sagaholmshögen est un ancien tumulus funéraire d'environ 17 m de diamètre, daté du début de l'Âge du bronze danois (vers 1700 – 500 av. J.-C.). Le tumulus était à l'origine entouré d'un cercle d'au moins 100 dalles de grès. Les tombes de l'Âge du bronze étaient en effet souvent couvertes d'un monticule de terre.
Environ 1 500 ans après la construction de la tombe principale, quatre autres tombes plus petites ont été construites au pied du monticule.
Il ne reste aujourd'hui que 46 dalles de grès, dont 18 ornées de pétroglyphes représentant des navires, des animaux et des personnes, y compris des scènes de zoophilie.

## Conservation
Les vestiges découverts sur le site sont exposés au musée régional de Jönköping, à Jönköping.